# Williams FW32
De Williams FW32 is een Formule 1-auto, die in 2010 wordt gebruikt door het Formule 1-team van Williams. 

## Onthulling
De auto werd op 1 februari 2010 onthuld op het Circuit Ricardo Tormo in Valencia. Kort daarvoor, op 28 januari, kreeg de auto de eerste sporen op het circuit van Silverstone.
McLaren MP4-25 ·
Mercedes MGP W01 ·
Red Bull RB6 ·
Ferrari F10 ·
Williams FW32 ·
Renault R30 ·
Force India VJM03 ·
Toro Rosso STR5 ·
Lotus T127 ·
HRT F110 ·
BMW Sauber C29 ·
Virgin VR-01